# 大斷奏

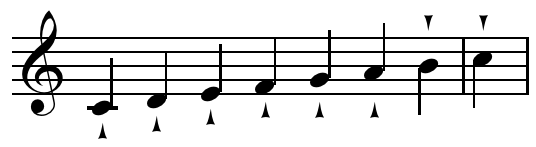
全為特斷音的C大調音階

大斷奏（義大利語：Staccatissimo），又稱特斷音，意指把一音符彈得非常短促，程度高於斷音。其標示方法為一楔形，若該音符方向向下，則楔形向下，反之亦然。
如莫札特等一些作曲家，會標上圓點的斷奏符號，並以文字staccatissimo（亦可簡寫作staccatiss.）註明為大斷奏。

## 外部連結
- Basic Music Theory（页面存档备份，存于） Neil V. Hawes, organist and choirmaster of St. Mary's Church, Osterley
- Staccato（页面存档备份，存于）—video example of staccato playing